# Biserica de lemn din Deleni

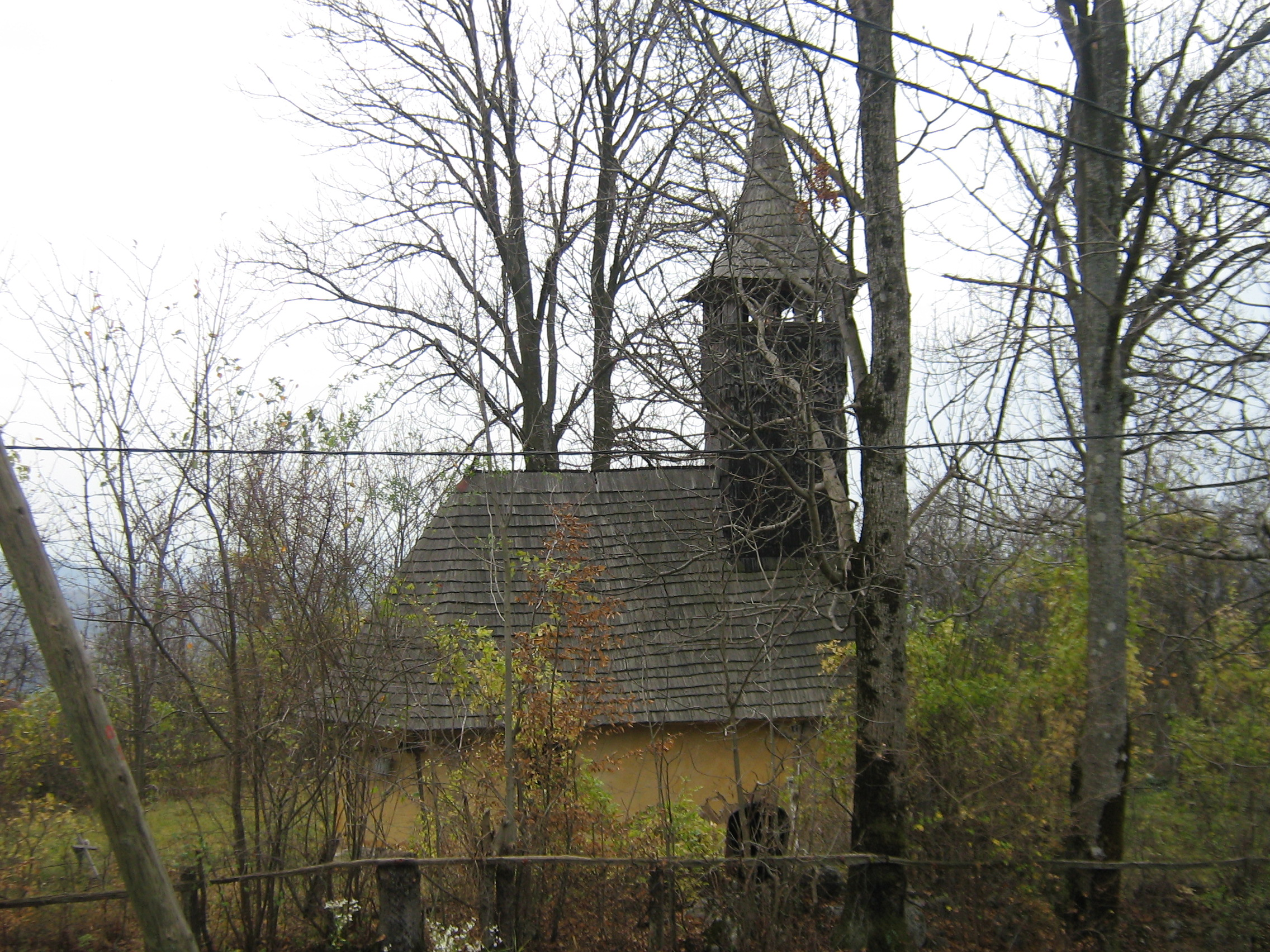
Biserica de lemn „Sfinții Arhangheli Mihail și Gavriil” din Deleni, comuna Zam, județul Hunedoara, foto: noiembrie 2008.

Biserica de lemn din Deleni, comuna Zam, județul Hunedoara a fost ridicată în secolul al XVII-lea. Are hramul „Sfinții Arhangheli Mihail și Gavriil”. În ciuda vechimii sale și a măiestriei lucrului în lemn biserica nu se află pe noua listă a monumentelor istorice.

## Istoric și trăsături
Biserica “Sfinții Arhangheli Mihail și Gavriil” din cătunul Deleni își află începuturile, prin proporțiile sale modeste, îin secolul al XVII-lea. Pereții edificiului înscriu un dreptunghi cu capetele de est și de vest nedecroșate, poligonale cu trei laturi. Deasupra pronaosului a fost ridicat un turn-clopotniță solid, cu foișor în console și fleșă, acoperit, la fel ca întregul edificiu, cu șiță (reînnoită ultima oară în anul 1978). În 1953, suprafața exterioară a bârnelor a fost tencuită cu un amestec perisabil de lut și pleavă; alte reparații avuseseră loc în 1813 (șantier sugerat de aducerea clopotului mic în acel an) și 1928. La interior, alături de unele motive sculpturale, mai sunt vizibile, pe alocuri, mici pete de culoare, aparținătoare, poate, unui program iconografic imposibil de reconstituit in prezent. Din patrimoniul bisericii au făcut parte câteva xilogravuri și icoane pe sticlă, parte a zestrei decorative a tâmplei. 
Conscripțiile anilor 1761-1762, 1805 și 1829-1831 menționează lăcașul in dreptul localității “Brasso”; cele din 1733 și 1750 îl omit. Într-adevăr, edificiul a deservit, dintotdeauna, și obștile credincioșilor din Brășeu, Păroasa, Mușuroiu și Valea, cătune depopulate astăzi aproape în totalitate. Tradiția locală transmite informația că biserica ar fi fost mutată pe actualul amplasament “din deal” în urmă cu peste două secole, fiind adusă de jos, din valea Brășeului, cu 18 care trase de boi; dacă translocația a avut într-adevăr loc, acesta s-a petrecut anterior mijlocului secolului al XVIII-lea, dat fiind faptul că pe harta iosefină a Transilvaniei din 1769-1773, lăcașul este consemnat, în mijlocul unui grup de gospodării, în dreptul toponimului „Dealu Mare”. În anul 2007, s-a încercat strămutarea edificiului în incinta complexului muzeal etnografic „Astra” din Sibiu; sătenii s-au opus.